# PA-431
A  PA-431 é uma rodovia brasileira do estado do Pará. Essa estrada intercepta a BR-163 em sua extremidade norte, e a PA-370 em sua extremidade sul, formando uma alça viária, atendendo e fazendo a integração entre os municípios de Santarém e Mojuí dos Campos, na Região Metropolitana de Santarém, na Baixo Amazonas, no estado do Pará.
A rodovia tem dois trechos: O primeiro inicia na comunidade de São José, no trevo localizado no km 20 da rodovia BR-163, por ela segue por 14 quilômetros, até a cidade de Mojuí dos Campos, onde inicia o seu segundo trecho por mais 10 quilômetros, até a comunidade de Santa Rosa, na rodovia PA-370. Esse segundo trecho de 10 km foi pavimentado em março de 2013, recebido sinalização e acostamento, para atender ao recém-criado município de Mojuí dos Campos, sendo que o primeiro trecho já estava pavimentado.
A mesma é e o principal acesso ao município de Mojuí dos Campos, e utilizada para escoamento da produção agrícola de diversas comunidades, e em festividades como a Caminhada de Fé com Maria, realizada anualmente por num trajeto de 37 quilômetros, saindo do municipio de Mojuí pela referida rodovia e pela BR-163 até a cidade de Santarém, e a Festa da Integração Nordestina, na sede da cidade de Mojuí dos Campos, que ocorre de tempos em tempos.